# Romani Hansen
Romani Hansen (Saint Croix, 4 febbraio 1997) è un cestista americo-verginiano.

## Carriera
Con le Isole Vergini Americane ha disputato i Campionati americani del 2022.